# 埌东客运站 (地铁)
埌东客运站是南宁轨道交通1号线的地铁车站，位于中华人民共和国广西壮族自治区南宁市青秀区民族大道与仙葫大道交叉口地下，邻近埌东汽车站。该站在2016年6月28日南宁轨道交通1号线东段通车时开放载客，设有5个出入口和2个岛式站台。

## 历史
1号线全线于2012年12月15日开展土建工程。1号线东段（南湖站－火车东站）在完成调试后於6月28日开始试运行，埌东客运站也因此而启用，成为1号线的中途站之一。

## 设施

### 结构
埌东客运站设有2层（局部3层），地面为出入口，地下一层为站厅，地下二层为1号线月台（往石埠／火车东站）的位置和6号线（规划中）月台的预留位置。
| 地面     | 出入口                    | 出入口                   |
| 地下一层 | 大堂                      | 客服中心、商店、自助服務 |
| 地下二层 |                           | █ 1号线列車往石埠方向    |
| 地下二层 | 島式月台                  |                          |
| 地下二层 | █ 6号线月台预留位置       |                          |
| 地下二层 | █ 6号线月台预留位置       |                          |
| 地下二层 | 島式月台                  |                          |
| 地下二层 | █ 1号线列車往火车东站方向 |                          |

### 出入口
埌东客运站形似狹長的方形，設有5個出入口，其中C出入口设有无障碍电梯。
| 出口编号            | 出口指示   | 建议前往的目的地             | 照片 |
| ------------------- | ---------- | ---------------------------- | ---- |
| A出入口             | 民族大道   | 青环路                       |      |
| B出入口             | 埌东汽车站 | 埌东汽车站售票厅             |      |
| C出入口             | 仙葫大道   | 青林路，仙葫大道、景生大酒店 |      |
| D出入口             | 枫林路     | 枫林路                       |      |
| E出入口             |            | 公交总站                     |      |
| 注： 設有无障碍电梯 |            |                              |      |

## 服务及接驳公交
工作日高峰時段（早上7時至9時、晚上5時30分至7時30分），本站的发车间隔为3.5分钟，其余时段每班车的间隔时间為7分钟。双休日期间，低峰（早上6時30分至11時）行车间隔为7分钟，高峰时段（早上11時30分至晚上8時）5分钟，平峰时段（晚上8時至11時）6分钟。从埌东客运站开往火车东站的首班车在每天上午7时02分开出，末班车在每天晚上11时47分开出；开往石埠站的首班车在每天上午6时30分开出，而末班车则在每天晚上11时07分开出。
乘客可在本站周围换乘南宁公交6路、25路、39路、42路、43路、45路、52路、76路、K87路、90路、94路、97路、98路、206路、209路、213路、603路、609路、701路、704路、706路等公交路线。